# Eric Dier
Eric Jeremy Edgar Dier (Cheltenham, 15 gennaio 1994) è un calciatore inglese con cittadinanza portoghese, difensore o centrocampista del Monaco.

## Caratteristiche tecniche
Considerato uno dei maggiori talenti del suo paese, nasce calcisticamente come difensore centrale, ma la sua duttilità tattica gli consente di occupare anche il ruolo di terzino o di centrocampista difensivo; dalla stagione 2015-2016, infatti è stato schierato anche come mediano. Nel suo repertorio figura una buona abilità nel battere i calci da fermo, soprattutto le punizioni.

## Biografia
Nato nella città di Cheltenham (Gloucestershire), Eric Dier è il nipote di Peter Croker, calciatore del Charlton Athletic negli anni cinquanta; suo padre, Jeremy, è stato un tennista professionista, mentre la madre, Louise, è un'organizzatrice di eventi.
Dier è di origine puramente inglese, ma ha passato gran parte della sua gioventù in Portogallo: nel 2001, infatti, si è trasferito nella regione di Algarve poiché la madre era stata chiamata a dirigere il programma di ospitalità per gli Europei di calcio del 2004. La famiglia si è spostata a Lisbona nel 2003, quando Dier ha superato un provino con lo Sporting Club ed è stato aggregato al settore giovanile.

## Carriera

### Club

#### Gli inizi
Eric Dier inizia a giocare a calcio all'età di sette anni, quando, insieme alla sua famiglia, si trasferisce in Portogallo. Il suo talento precoce attira l'attenzione dello Sporting Club di Lisbona, che lo aggrega al proprio settore giovanile. Nell'aprile del 2010 firma il suo primo contratto da professionista, mentre nell'estate del 2011 viene ceduto in prestito agli inglesi dell'Everton, facendo ritorno in patria dopo quasi dieci anni.

#### Sporting Club
Il 26 agosto 2012 debutta nella squadra riserve dello Sporting Club, militante in Segunda Liga, nella partita vinta per 3-1 contro l'Atlético de Portugal. Grazie alle sue buone prestazioni, l'11 novembre seguente fa il suo esordio in prima squadra, partendo da titolare nella vittoria per 1-0 contro il Braga. Due settimane più tardi segna la sua prima rete in Primeira Liga, nel match pareggiato per 2-2 sul campo della Moreirense.

#### Tottenham Hotspur
Il 31 luglio 2014 viene acquistato per cinque milioni di euro dagli inglesi del Tottenham, con cui firma un contratto triennale. Il 16 agosto seguente esordisce con la nuova maglia, nella vittoria per 1-0 sul campo del West Ham Utd, risultando decisivo con una rete al 93º minuto di gioco. Si ripete una settimana più tardi, realizzando il gol del momentaneo 2-0 nella partita contro il QPR (4-0). Il 15 agosto 2015 segna il primo gol stagionale del Tottenham in Premier League, nel pareggio per 2-2 contro lo Stoke City a White Hart Lane.

#### Bayern Monaco
L'11 gennaio 2024 viene ceduto in prestito al Bayern Monaco fino al termine della stagione. Al termine della stagione, essendo scaduto il contratto col Tottenham, i bavaresi lo ingaggiano a parametro zero, dopo aver pagato 4 milioni per il prestito, facendogli sottoscrivere un accordo fino al 30 giugno 2025.

#### Monaco
Il 14 maggio 2025 firma un contratto triennale con il Monaco con decorrenza dal 1º luglio seguente.

### Nazionale
Nel novembre del 2015 viene convocato per la prima volta, dal C.T. Roy Hodgson, in nazionale inglese maggiore, per le amichevoli contro Spagna e Francia. Debutta ufficialmente il 13 novembre, all'63º minuto della partita contro la Spagna. Il 26 marzo 2016 realizza la rete della vittoria contro la Germania in amichevole, fissando il risultato sul 3-2 in favore degli inglesi.
Convocato per gli Europei 2016 in Francia, l'11 giugno segna la rete dell'1-0 contro la Russia, nella prima partita della fase a gironi della manifestazione. L'11 novembre 2017, nell'amichevole pareggiata per 0-0 contro la Germania, indossa per la prima volta la fascia da capitano della Nazionale dei tre leoni. Viene convocato anche ai Mondiali 2018 in Russia, dove segna il rigore decisivo nell'ottavo di finale contro la Colombia (vinto ai tiri dal dischetto dopo l'1-1 maturato a seguito dei tempi supplementari).

## Statistiche

### Presenze e reti nei club
Statistiche aggiornate al 15 maggio 2025.
| Stagione             | Squadra              | Campionato           | Campionato | Campionato | Coppe nazionali | Coppe nazionali | Coppe nazionali | Coppe continentali | Coppe continentali | Coppe continentali | Altre coppe | Altre coppe | Altre coppe | Totale | Totale |
| Stagione             | Squadra              | Comp                 | Pres       | Reti       | Comp            | Pres            | Reti            | Comp               | Pres               | Reti               | Comp        | Pres        | Reti        | Pres   | Reti   |
| -------------------- | -------------------- | -------------------- | ---------- | ---------- | --------------- | --------------- | --------------- | ------------------ | ------------------ | ------------------ | ----------- | ----------- | ----------- | ------ | ------ |
| 2012-2013            | Sporting Club        | PL                   | 14         | 1          | CP+CdL          | 0+1             | 0               | -                  | -                  | -                  | -           | -           | -           | 15     | 1      |
| 2013-2014            | Sporting Club        | PL                   | 13         | 0          | CP+CdL          | 0+3             | 0               | -                  | -                  | -                  | -           | -           | -           | 16     | 0      |
| Totale Sporting Club | Totale Sporting Club | Totale Sporting Club | 27         | 1          |                 | 4               | 0               |                    | 0                  | 0                  |             | 0           | 0           | 31     | 1      |
| 2014-2015            | Tottenham            | PL                   | 28         | 2          | FACup+CdL       | 1+3             | 0               | UEL                | 4                  | 0                  | -           | -           | -           | 36     | 2      |
| 2015-2016            | Tottenham            | PL                   | 37         | 3          | FACup+CdL       | 4+1             | 1+0             | UEL                | 9                  | 0                  | -           | -           | -           | 51     | 4      |
| 2016-2017            | Tottenham            | PL                   | 36         | 2          | FACup+CdL       | 4+1             | 0               | UCL+UEL            | 5+2                | 0                  | -           | -           | -           | 48     | 2      |
| 2017-2018            | Tottenham            | PL                   | 34         | 0          | FACup+CdL       | 4+2             | 0               | UCL                | 7                  | 0                  | -           | -           | -           | 47     | 0      |
| 2018-2019            | Tottenham            | PL                   | 20         | 3          | FACup+CdL       | 1+1             | 0               | UCL                | 6                  | 0                  | -           | -           | -           | 28     | 3      |
| 2019-2020            | Tottenham            | PL                   | 19         | 0          | FACup+CdL       | 5+1             | 0               | UCL                | 5                  | 0                  | -           | -           | -           | 30     | 0      |
| 2020-2021            | Tottenham            | PL                   | 28         | 0          | FACup+CdL       | 0+4             | 0+0             | UEL                | 7                  | 0                  | -           | -           | -           | 39     | 0      |
| 2021-2022            | Tottenham            | PL                   | 35         | 0          | FACup+CdL       | 1+1             | 0               | UECL               | 3                  | 0                  | -           | -           | -           | 40     | 0      |
| 2022-2023            | Tottenham            | PL                   | 28         | 2          | FACup+CdL       | 1+1             | 0               | UCL                | 7                  | 0                  | -           | -           | -           | 37     | 2      |
| 2023-gen. 2024       | Tottenham            | PL                   | 4          | 0          | FACup+CdL       | 0               | 0               | -                  | -                  | -                  | -           | -           | -           | 4      | 0      |
| Totale Tottenham     | Totale Tottenham     | Totale Tottenham     | 269        | 12         |                 | 36              | 1               |                    | 55                 | 0                  |             | 0           | 0           | 360    | 13     |
| gen.-giu. 2024       | Bayern Monaco        | BL                   | 15         | 0          | CG              | 0               | 0               | UCL                | 5                  | 0                  | SG          | -           | -           | 20     | 0      |
| 2024-2025            | Bayern Monaco        | BL                   | 20         | 2          | CG              | 1               | 0               | UCL                | 6                  | 1                  | -           | -           | -           | 27     | 3      |
| Totale Bayern Monaco | Totale Bayern Monaco | Totale Bayern Monaco | 35         | 2          |                 | 1               | 0               |                    | 11                 | 1                  |             | 0           | 0           | 47     | 3      |
| Totale carriera      | Totale carriera      | Totale carriera      | 331        | 15         |                 | 41              | 1               |                    | 66                 | 1                  |             | 0           | 0           | 438    | 17     |

### Cronologia presenze e reti in nazionale
| Cronologia completa delle presenze e delle reti in nazionale ― Inghilterra | Cronologia completa delle presenze e delle reti in nazionale ― Inghilterra | Cronologia completa delle presenze e delle reti in nazionale ― Inghilterra | Cronologia completa delle presenze e delle reti in nazionale ― Inghilterra | Cronologia completa delle presenze e delle reti in nazionale ― Inghilterra | Cronologia completa delle presenze e delle reti in nazionale ― Inghilterra | Cronologia completa delle presenze e delle reti in nazionale ― Inghilterra | Cronologia completa delle presenze e delle reti in nazionale ― Inghilterra |
| Data                                                                       | Città                                                                      | In casa                                                                    | Risultato                                                                  | Ospiti                                                                     | Competizione                                                               | Reti                                                                       | Note                                                                       |
| -------------------------------------------------------------------------- | -------------------------------------------------------------------------- | -------------------------------------------------------------------------- | -------------------------------------------------------------------------- | -------------------------------------------------------------------------- | -------------------------------------------------------------------------- | -------------------------------------------------------------------------- | -------------------------------------------------------------------------- |
| 13-11-2015                                                                 | Alicante                                                                   | Spagna                                                                     | 2 – 0                                                                      | Inghilterra                                                                | Amichevole                                                                 | -                                                                          | 63’                                                                        |
| 17-11-2015                                                                 | Londra                                                                     | Inghilterra                                                                | 2 – 0                                                                      | Francia                                                                    | Amichevole                                                                 | -                                                                          |                                                                            |
| 26-3-2016                                                                  | Berlino                                                                    | Germania                                                                   | 2 – 3                                                                      | Inghilterra                                                                | Amichevole                                                                 | 1                                                                          | 81’                                                                        |
| 29-3-2016                                                                  | Londra                                                                     | Inghilterra                                                                | 1 – 2                                                                      | Paesi Bassi                                                                | Amichevole                                                                 | -                                                                          | 85’                                                                        |
| 22-5-2016                                                                  | Manchester                                                                 | Inghilterra                                                                | 2 – 1                                                                      | Turchia                                                                    | Amichevole                                                                 | -                                                                          |                                                                            |
| 27-5-2016                                                                  | Sunderland                                                                 | Inghilterra                                                                | 2 – 1                                                                      | Australia                                                                  | Amichevole                                                                 | -                                                                          | 73’                                                                        |
| 2-6-2016                                                                   | Londra                                                                     | Inghilterra                                                                | 1 – 0                                                                      | Portogallo                                                                 | Amichevole                                                                 | -                                                                          |                                                                            |
| 11-6-2016                                                                  | Marsiglia                                                                  | Inghilterra                                                                | 1 – 1                                                                      | Russia                                                                     | Euro 2016 - 1º turno                                                       | 1                                                                          |                                                                            |
| 16-6-2016                                                                  | Lens                                                                       | Inghilterra                                                                | 2 – 1                                                                      | Galles                                                                     | Euro 2016 - 1º turno                                                       | -                                                                          |                                                                            |
| 20-6-2016                                                                  | Saint-Étienne                                                              | Slovacchia                                                                 | 0 – 0                                                                      | Inghilterra                                                                | Euro 2016 - 1º turno                                                       | -                                                                          |                                                                            |
| 27-6-2016                                                                  | Nizza                                                                      | Inghilterra                                                                | 1 – 2                                                                      | Islanda                                                                    | Euro 2016 - Quarti di finale                                               | -                                                                          | 46’                                                                        |
| 4-9-2016                                                                   | Trnava                                                                     | Slovacchia                                                                 | 0 – 1                                                                      | Inghilterra                                                                | Qual. Mondiali 2018                                                        | -                                                                          |                                                                            |
| 11-10-2016                                                                 | Lubiana                                                                    | Slovenia                                                                   | 0 – 0                                                                      | Inghilterra                                                                | Qual. Mondiali 2018                                                        | -                                                                          | 20’                                                                        |
| 11-11-2016                                                                 | Londra                                                                     | Inghilterra                                                                | 3 – 0                                                                      | Scozia                                                                     | Qual. Mondiali 2018                                                        | -                                                                          |                                                                            |
| 15-11-2016                                                                 | Londra                                                                     | Inghilterra                                                                | 2 – 2                                                                      | Spagna                                                                     | Amichevole                                                                 | -                                                                          |                                                                            |
| 22-3-2017                                                                  | Dortmund                                                                   | Germania                                                                   | 1 – 0                                                                      | Inghilterra                                                                | Amichevole                                                                 | -                                                                          |                                                                            |
| 26-3-2017                                                                  | Londra                                                                     | Inghilterra                                                                | 2 – 0                                                                      | Lituania                                                                   | Qual. Mondiali 2018                                                        | -                                                                          |                                                                            |
| 10-6-2017                                                                  | Glasgow                                                                    | Scozia                                                                     | 2 – 2                                                                      | Inghilterra                                                                | Qual. Mondiali 2018                                                        | -                                                                          | 60’                                                                        |
| 13-6-2017                                                                  | Saint-Denis                                                                | Francia                                                                    | 3 – 2                                                                      | Inghilterra                                                                | Amichevole                                                                 | -                                                                          |                                                                            |
| 4-9-2017                                                                   | Londra                                                                     | Inghilterra                                                                | 2 – 1                                                                      | Slovacchia                                                                 | Qual. Mondiali 2018                                                        | 1                                                                          | 73’                                                                        |
| 5-10-2017                                                                  | Londra                                                                     | Inghilterra                                                                | 1 – 0                                                                      | Slovenia                                                                   | Qual. Mondiali 2018                                                        | -                                                                          |                                                                            |
| 11-11-2017                                                                 | Londra                                                                     | Inghilterra                                                                | 0 – 0                                                                      | Germania                                                                   | Amichevole                                                                 | -                                                                          | cap.                                                                       |
| 14-11-2017                                                                 | Londra                                                                     | Inghilterra                                                                | 0 – 0                                                                      | Brasile                                                                    | Amichevole                                                                 | -                                                                          | cap.                                                                       |
| 23-3-2018                                                                  | Amsterdam                                                                  | Paesi Bassi                                                                | 0 – 1                                                                      | Inghilterra                                                                | Amichevole                                                                 | -                                                                          | 89’                                                                        |
| 27-3-2018                                                                  | Londra                                                                     | Inghilterra                                                                | 1 – 1                                                                      | Italia                                                                     | Amichevole                                                                 | -                                                                          | cap.                                                                       |
| 2-6-2018                                                                   | Londra                                                                     | Inghilterra                                                                | 2 – 1                                                                      | Nigeria                                                                    | Amichevole                                                                 | -                                                                          |                                                                            |
| 18-6-2018                                                                  | Volgograd                                                                  | Tunisia                                                                    | 1 – 2                                                                      | Inghilterra                                                                | Mondiali 2018 - 1º turno                                                   | -                                                                          | 90+3’                                                                      |
| 28-6-2018                                                                  | Kaliningrad                                                                | Inghilterra                                                                | 0 – 1                                                                      | Belgio                                                                     | Mondiali 2018 - 1º turno                                                   | -                                                                          |                                                                            |
| 3-7-2018                                                                   | Tušino                                                                     | Colombia                                                                   | 1 – 1 dts (3 – 4 dtr)                                                      | Inghilterra                                                                | Mondiali 2018 - Ottavi di finale                                           | -                                                                          | 81’                                                                        |
| 7-7-2018                                                                   | Samara                                                                     | Svezia                                                                     | 0 – 2                                                                      | Inghilterra                                                                | Mondiali 2018 - Quarti di finale                                           | -                                                                          | 84’                                                                        |
| 11-7-2018                                                                  | Mosca                                                                      | Croazia                                                                    | 2 – 1 dts                                                                  | Inghilterra                                                                | Mondiali 2018 - Semifinale                                                 | -                                                                          | 97’                                                                        |
| 14-7-2018                                                                  | San Pietroburgo                                                            | Belgio                                                                     | 2 – 0                                                                      | Inghilterra                                                                | Mondiali 2018 - Finale 3º posto                                            | -                                                                          | [ 20 ]                                                                     |
| 8-9-2018                                                                   | Londra                                                                     | Inghilterra                                                                | 1 – 2                                                                      | Spagna                                                                     | UEFA Nations League 2018-2019 - 1º turno                                   | -                                                                          | 64’                                                                        |
| 11-9-2018                                                                  | Leicester                                                                  | Inghilterra                                                                | 1 – 0                                                                      | Svizzera                                                                   | Amichevole                                                                 | -                                                                          | cap.                                                                       |
| 12-10-2018                                                                 | Fiume                                                                      | Croazia                                                                    | 0 – 0                                                                      | Inghilterra                                                                | UEFA Nations League 2018-2019 - 1º turno                                   | -                                                                          |                                                                            |
| 15-10-2018                                                                 | Siviglia                                                                   | Spagna                                                                     | 2 – 3                                                                      | Inghilterra                                                                | UEFA Nations League 2018-2019 - 1º turno                                   | -                                                                          | 12’                                                                        |
| 15-11-2018                                                                 | Londra                                                                     | Inghilterra                                                                | 3 – 0                                                                      | Stati Uniti                                                                | Amichevole                                                                 | -                                                                          | 57’                                                                        |
| 18-11-2018                                                                 | Londra                                                                     | Inghilterra                                                                | 2 – 1                                                                      | Croazia                                                                    | UEFA Nations League 2018-2019 - 1º turno                                   | -                                                                          |                                                                            |
| 22-3-2019                                                                  | Londra                                                                     | Inghilterra                                                                | 5 – 0                                                                      | Rep. Ceca                                                                  | Qual. Euro 2020                                                            | -                                                                          | 17’                                                                        |
| 9-6-2019                                                                   | Guimarães                                                                  | Svizzera                                                                   | 0 – 0 dts (5 – 6 dtr)                                                      | Inghilterra                                                                | UEFA Nations League 2018-2019 - Finale 3º posto                            | -                                                                          | [ 21 ]                                                                     |
| 5-9-2020                                                                   | Reykjavík                                                                  | Islanda                                                                    | 0 – 1                                                                      | Inghilterra                                                                | UEFA Nations League 2020-2021 - 1º turno                                   | -                                                                          |                                                                            |
| 8-9-2020                                                                   | Copenaghen                                                                 | Danimarca                                                                  | 0 – 0                                                                      | Inghilterra                                                                | UEFA Nations League 2020-2021 - 1º turno                                   | -                                                                          |                                                                            |
| 11-10-2020                                                                 | Londra                                                                     | Inghilterra                                                                | 2 – 1                                                                      | Belgio                                                                     | UEFA Nations League 2020-2021 - 1º turno                                   | -                                                                          |                                                                            |
| 15-11-2020                                                                 | Lovanio                                                                    | Belgio                                                                     | 2 – 0                                                                      | Inghilterra                                                                | UEFA Nations League 2020-2021 - 1º turno                                   | -                                                                          |                                                                            |
| 18-11-2020                                                                 | Londra                                                                     | Inghilterra                                                                | 4 – 0                                                                      | Islanda                                                                    | UEFA Nations League 2020-2021 - 1º turno                                   | -                                                                          |                                                                            |
| 23-9-2022                                                                  | Milano                                                                     | Italia                                                                     | 1 – 0                                                                      | Inghilterra                                                                | UEFA Nations League 2022-2023 - 1º turno                                   | -                                                                          |                                                                            |
| 26-9-2022                                                                  | Londra                                                                     | Inghilterra                                                                | 3 – 3                                                                      | Germania                                                                   | UEFA Nations League 2022-2023 - 1º turno                                   | -                                                                          |                                                                            |
| 21-11-2022                                                                 | Al Rayyan                                                                  | Inghilterra                                                                | 6 – 2                                                                      | Iran                                                                       | Mondiali 2022 - 1º turno                                                   | -                                                                          | 70’                                                                        |
| 4-12-2022                                                                  | Al Khor                                                                    | Inghilterra                                                                | 3 – 0                                                                      | Senegal                                                                    | Mondiali 2022 - Ottavi di finale                                           | -                                                                          | 77’                                                                        |
| Totale                                                                     |                                                                            | Presenze                                                                   | 49                                                                         |                                                                            | Reti                                                                       | 3                                                                          |                                                                            |

## Palmarès

### Club

#### Competizioni nazionali
- Campionato tedesco: 1

Bayern Monaco: 2024-2025